# کله‌گرد
کله‌گرد یکی از روستاهای استان آذربایجان شرقی است که در دهستان علی‌آباد بخش مرکزی شهرستان هشترود واقع شده‌است.

## فاصله تا شهرستان هشترود. بافت این روستا. مدارس. شهیدان وجانبازان
فاصله
روستای کله گرد از شهرستان هشترود حدود 25 کیلومتر فاصله دارد. که تمام این راه بر خلاف روستا های اطراف تماماً آسفالت است.اغلب خانه های این روستا بافت جدید است وساخت ساز در این روستا بسیار بالا است. 
مدرسه ها
این روستا دارای دو مدرسه که یکی بافت قدیم ویکی جدید است. این مکان دارای یک پارک برای کودکان با اندکی لوازم ورزشی برای بزرگ سالان است. 
قبرستان
این روستا دو قبرستان دارد که یکی قدیمی ویکی از آن ها جدید است. 
شهدا
روستای کله گرد دارای یک شهید به نام (محرمعلی ملان زاده) که در (19 شهریور 1345) در این روستا چشم به جهان گشود ودر (7اسفند 1362)به درجه رفیع شهادت نائل شد. روستای کله گرد دارای یک جانباز به نام (علی حسین کلانتری) است که یک جانباز شیمیایی محسوب می شود. 
نیکو کاری و هم دلی
این روستا دارای تعداد زیادی خیر است که با کمک های مالی آنها مردم این روستا تلاش میکنن که این روستا را آباد کند. 
مسجد
مسجد این روستا که به کمک خیرین ساخته شد است ظرفیت تمامی ساکنین این روستا را دارد 